# Allgäu-Schwäbischer Musikbund

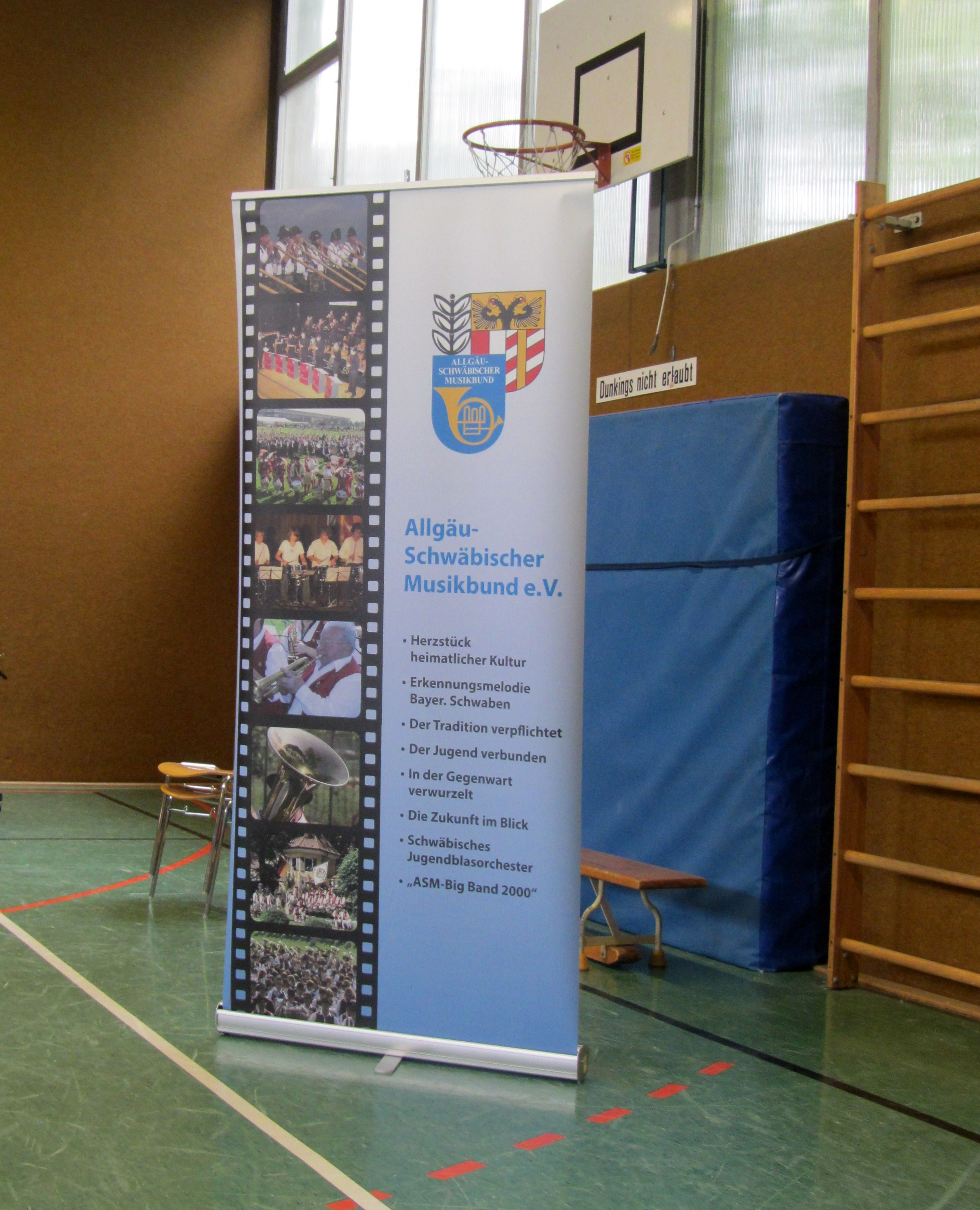
Plakat des Allgäu-Schwäbischen Musikbundes beim 20. Internationalen Jugendblasorchester-Wettbewerb in der Sebastian-Kneipp-Mittelschule in Bad Wörishofen (2013)

Der Allgäu-Schwäbische Musikbund (ASM) wurde 1926 gegründet und ist der älteste Blasmusikverband in Deutschland. Nach eigenen Angaben sind im Allgäu-Schwäbischen Musikbund 797 Musikvereine, Kapellen, Jugendkapellen, Spielmannszüge und Alphorngruppen mit etwa 39.000 Musikerinnen und Musikern aktiv. Zudem gibt es 48.000 fördernde Mitglieder, was insgesamt 87.000 Mitglieder ergibt (Stand 2015).

## Geschichte
Der Verein wurde 1926 unter dem Namen Allgäuer Musikbund mit sechs Mitgliedskapellen gegründet. Erster Präsident war Anton Mayer. 1950 wurde er als Allgäu-Schwäbischer Musikbund neu gegründet. Anton Mayer blieb bis 1963 Präsident, bis dahin stieg die Anzahl der Kapellen auf über 300. 1980 fand das erste Großkonzert in Kempten statt.
1988 wurden das Schwäbische Jugendblasorchester und die Bläserjugend im ASM gegründet. 2005 errang das Schwäbische Jugendblasorchester die Goldmedaille im World Music Contest in Kerkrade (Niederlande). 2014 wurden die Allgäu-Schwäbischen Musikanten unter der Leitung von Toni Scholl gegründet. Bei diesem Auswahlorchester des Allgäu-Schwäbischen Musikbundes, das in der speziellen Egerländer Stilistik geschult wird, steht der Fort- und Weiterbildungscharakter der Blasmusikjugend im Vordergrund.

## Organisation
Der ASM ist wie alle bayerischen Blasmusikverbände im Bayerischen Blasmusikverband (BBMV) organisiert. Darüber hinaus ist der ASM Mitglied im Bayerischen Musikrat (BMR). Die Geschäftsstelle des ASM befindet sich im sogenannten Dossenberger-Pfarrhof in Billenhausen, einem Stadtteil der Stadt Krumbach im schwäbischen Landkreis Günzburg. Präsident des ASM ist Franz Josef Pschierer, Bundesdirigent ist Thomas Hartmann.
Der Allgäu-Schwäbische Musikbund gliedert sich in folgende 17 Bezirke: 
Kempten, Sonthofen, Füssen, Marktoberdorf, Kaufbeuren, Memmingen, Lindau, Illertissen, Neu-Ulm, Mindelheim, Krumbach, Günzburg, Schwabmünchen, Aichach-Friedberg, Augsburg, Donau-Ries, Dillingen.